# Carlos Borcosque
Carlos Francisco Borcosque Sánchez (Valparaíso, Chile; 9 de septiembre de 1894-Buenos Aires, Argentina; 5 de septiembre de 1965), más conocido como Carlos Borcosque, fue un director de cine y guionista chileno, que residió en Argentina, donde realizó la mayor parte de su actividad artística, siendo una figura notable de la Época de Oro del cine argentino. Fue además periodista y un entusiasta de la aviación, en un periodo en que ella estaba en sus comienzos.

## Primeros años
Mientras cursaba sus primeros estudios ya escribía obras de teatro que ponía en escena en un teatro improvisado en su casa dirigiendo a sus  compañeros que las representaban. 
Sus padres, Edmundo Borcosque y María Elena Sánchez, se encontraban separados y recibió de su madre como regalo una cámara de fotos de la que jamás se separaba. Por razones de trabajo su madre se trasladó a Buenos Aires en 1906 y Carlos Borcosque siguió sus estudios en este país, primero en una escuela pública y luego en el Colegio La Salle Buenos Aires. En 1908 comenzó a escribir cuentos policiales que envió al diario La Argentina. Este periódico no solamente publicó uno de sus cuentos sino que además lo tomó como redactor. En principio iba a ser destinado a la sección policial pero cuando el director lo conoció personalmente y supo que ese muchacho que escribía tan bien tenía solo 14 años, prefirió destinarlo a deportes y, posteriormente, a la sección aviación cuando llegaron para el festejo del Centenario los primeros aviadores franceses. Llegó a ser el cronista más popular en este rubro y sus notas aparecían también en revistas como El Hogar, Caras y Caretas, Plus Ultra, entre otras..

## Su vinculación con la aviación
En  una época en que la naciente aviación  sorprendía  al  país,  Borcosque fue el  primer  fotógrafo  desde el  aire del país. Tuvo la licencia de piloto aeronauta n* 34 después de haber realizado numerosas ascensiones en globo y en 1914 obtuvo el carnet número 60 de piloto aviador. En el ambiente de la aeronáutica conoció a personalidades como Jorge y  Eduardo Newbery, Aarón Anchorena, Félix  Origone, Pablo Teodoro  Fels, Carola Lorenzini, de la cual  fue  instructor  de  vuelo, Paul Castaibert (y sus aviones) y otros.
El 1 de diciembre de 1912 Borcosque fue uno de los que colaboró con el conscripto aviador Pablo Teodoro Fels cuando este realizó sin permiso de sus superiores el vuelo El Palomar-Montevideo estableciendo un nuevo récord mundial de vuelo sobre agua.

## Regreso a Chile
A los 21 años Borcosque viajó a Chile para ser instructor de globo y aviación y en esa oportunidad conoció personalmente a su padre, quien le dio una importante cantidad de dinero que invirtió en una galería para filmar y en un laboratorio. En 1924 filmó el primer dibujo animado chileno, titulado Vida y milagro de Don Fausto, personaje de la tira cómica  del  diario El Mercurio. Entre 1922 y 1926 realizó varias películas mudas, entre ellas, Hombres de esta tierra (1922), Martín Rivas (1925) y El huérfano (1926). Asimismo rodó muchas actualidades y películas que combinaban noticias con notas publicitarias. En 1927 el gobierno de su país lo designa cónsul en Los Ángeles y le encomienda estudiar el cine estadounidense, por lo que viajó con su esposa Lucía Lizana, quien se ocupaba de las tareas técnicas del laboratorio y su primera hija María.

## Estadía en los Estados Unidos
En Estados Unidos conoció y entrevistó a las principales figuras de Hollywood para su programa de radio y para la revista chilena de cine Ecran, que él fundara en abril de 1930 y que escribía y dirigía íntegramente desde Hollywood con gran éxito en los países de habla  hispana. También hacía crónicas para otras publicaciones latinoamericanas, incluyendo a la revista Sintonía de Argentina. 
Trabajó como asistente del director en Olimpia dirigida en 1930 por Chester M. Franklin y Juan de Homs y luego lo hizo en el mismo carácter en Sevilla de mis amores dirigida en 1930 por Ramón Novarro. En 1932 fue guionista y director adjunto de Trapped in Tia Juana, de Wallace Fox y en 1935 volvió al tema de la aviación como asistente del director Christy Cabanne en Alas sobre El Chaco. Más adelante dirigió varias películas, entre ellas Wu Li Chang en 1930 y La mujer X y Cheri-Bibi, ambas de 1931.

## Actividad en Argentina

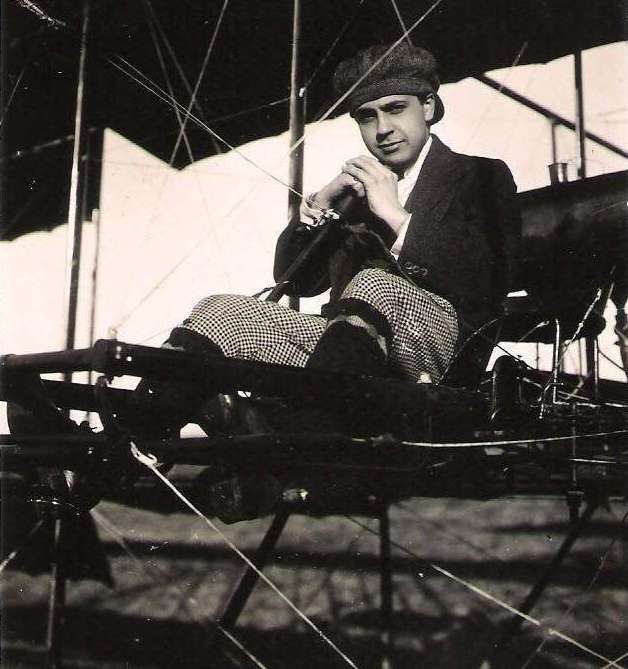
Carlos Francisco Borcosque como aviador ca. 1930.

En 1937 volvió a Buenos Aires contratado por la empresa Argentina Sono Film para dirigir 6 películas en 2 años. En el viaje en barco de 17 días escribió el guion de Alas de mi patria en el que narraba acontecimientos vinculados a la aviación que habían ocurrido desde 1908. Fue una interesante película precursora del género semidocumental sobre la cual el crítico Domingo Di Núbila escribió:

[...] deslumbró a muchos [...] por los destellos de su realización, particularmente el espectáculo de varias escenas, el empleo frecuente de travellings y el sentido de la dinámica en el montaje. En su ritmo y en toda su concepción y desarrollo visual fue lo más parecido a una típica producción de Hollywood que se había hecho hasta entonces en la Argentina. Contribuyó a establecer confianza en el progreso formal de nuestro cine, dio alas a la imaginación de directores y técnicos y fijó la medida, en el ámbito local, de la vibración que gana un film con el manejo pujante de sus componentes cinéticos. Impulsó, en suma, la agilización de la acción en películas argentinas.

Borcosque llegó a Argentina con una técnica de trabajo aprendida en Hollywood que era distinta. Introdujo la llamada planilla de filmación y hacía  planes  de  trabajo  por  secuencia: decorados, vestuario, utilería, personajes, etc. y con ello reducía  considerablemente los  costos. Dijo Atilio Mentasti, el hijo del fundador de Argentina Sono Film de Borcosque: “Tenía una disciplina, un orden, usted sabía a la mañana qué se iba a filmar, qué se haría si llovía. Usted caminaba al lado de la película”. Por otra parte, al mismo tiempo que era minucioso de la preparación y eficiente en la producción, no supeditó el trabajo de los actores al brillo técnico y ponía todos los elementos materiales a disposición de la libertad de acción de los intérpretes.
En el año 1942 fue uno de los fundadores de los estudios cinematográficos chilenos Chilefilms, en tanto seguía filmando en Argentina. Con jóvenes actores realizó Y mañana serán hombres, con Libertad Lamarque y Agustín Irusta dirigió Yo conocí a esa mujer y dentro del cine social filmó Pobres habrá  siempre. Su filme póstumo fue Voy a hablar de la esperanza, con libro y producción de su hijo argentino Carlos Francisco, protagonizada por Inda Ledesma y Alfredo Alcón y estrenada en 1966.
Fue uno de los fundadores de la entidad Directores Argentinos Cinematográficos en 1958.
Carlos Borcosque falleció en Buenos Aires el 5 de septiembre de 1965. Tuvo dos hijos: Chichita, quien fue la primera esposa del actor y director Carlos Cores, y con quien tuvo tres hijos; y el también director Carlos Borcosque.

## Filmografía
Director
- Voy a hablar de la esperanza (1966)
- El calavera (1958)
- Mientras haya un circo (1958)
- Pobres habrá siempre (1958)
- Grumete (1956)
- Su obra de amor (1952). Documental biográfico póstumo sobre la figura de Eva Duarte de Perón. Realizado por encargo de la Subsecretaría de Informaciones.
- Facundo, el tigre de los llanos (1952) (codirector)
- El alma de los niños (1951)
- Volver a la vida (1951)
- La muerte está mintiendo (1950)
- Las aventuras de Jack (1949)
- El tambor de Tacuarí (1948)
- Siete para un secreto (1947)
- Corazón (1947)
- Cuando en el cielo pasen lista (1945)
- Éramos seis (1945)
- Amarga verdad (1945)
- Veinticuatro horas en la vida de una mujer  (1944)
- La verdadera victoria (1944)
- Valle negro (1943)
- La juventud manda (1943)
- Un nuevo amanecer (1942)
- Incertidumbre (1942)
- Yo conocí a esa mujer (1942)
- Cada hogar un mundo (1942)
- La casa de los cuervos (1941)
- Una vez en la vida (1941)
- Flecha de oro (1940)
- Fragata Sarmiento (1940)
- Nosotros, los muchachos (1940)
- …Y mañana serán hombres (1939)
- Alas de mi patria (1939)
- Fighting Lady (1935)
- Dos noches (1933)
- Cheri-Bibi (1931)
- Su última noche (1931)
- La mujer X (1931)
- En cada puerto un amor (1931)
- Wu Li Chang (1930)
- El huérfano (1926)
- Diablo fuerte (1925)
- Martín Rivas (1925)
- Vida y milagros de Don Fausto (1924)
- Traición (1923)
- Hombres de esta tierra (1922)

Guionista
- Voy a hablar de la esperanza (1966)
- Mientras haya un circo (1958)
- Pobres habrá siempre (1958)
- Grumete (1956)
- Facundo, el tigre de los llanos (1952)
- El alma de los niños (1951)
- Las aventuras de Jack (1949)
- Corazón (1947)
- Éramos seis (1945)
- Valle negro (1943)
- La juventud manda (1943)
- Un nuevo amanecer (1942)
- Incertidumbre (1942)
- Una vez en la vida (1941)
- Flecha de oro (1940)
- Fragata Sarmiento (1940)
- Nosotros, los muchachos (1940)
- …Y mañana serán hombres (1939)
- Alas de mi patria (1939)
- El carnaval del diablo (1936)
- Trapped in Tia Juana (1932) dir. Wallace Fox.
- El huérfano (1926)
- Diablo fuerte (1925)
- Traición (1923)
- Hombres de esta tierra (1922)

Asistente de dirección
- Alas sobre El Chaco (1935) dir Christy Cabanne
- Sevilla de mis amores (1930) dir. Ramón Novarro
- Olimpia (1930) dir. Chester M. Franklin y Juan de Homs

Director adjunto
- Trapped in Tia Juana (1932)